# Giunta delle elezioni e delle immunità parlamentari
La Giunta delle elezioni e delle immunità parlamentari è un organo del Senato della Repubblica Italiana.
Ha il compito di valutare i titoli di ammissibilità, cioè di verificare l'assenza di cause di ineleggibilità e di incandidabilità, di ciascun componente dell'assemblea legislativa, di verificarne la regolarità dell'elezione e di accertare quali siano i candidati subentranti nell'ipotesi che un parlamentare cessi dal mandato prima della fine della legislatura: il completo di tali funzioni va sotto il nome di verifica dei poteri.
Alla Camera dei deputati queste funzioni sono svolte da due organi diversi: la Giunta delle elezioni e la Giunta per le autorizzazioni.

## Composizione
La giunta è composta da 19 senatori. I componenti non sono scelti dai gruppi parlamentari, come accade per le commissioni parlamentari, ma sono tutti nominati dal presidente di ciascuna assemblea di propria iniziativa. La giunta, poiché la sua composizione deve tenere conto dell'equilibrio politico esistente nell'assemblea, viene nominata successivamente alla costituzione dei gruppi parlamentari.
Tuttavia, dato che può essere richiesto alla giunta di operare già durante la prima seduta, per accertare quale sia il candidato subentrante ad un parlamentare, eletto in più circoscrizioni, che abbia esercitato l'opzione per una di queste, il regolamento parlamentare prevede la costituzione di una giunta per le elezioni provvisoria. In questo caso ne fanno parte coloro che componevano le giunte della precedente legislatura nello stesso ramo del parlamento. In caso non si riesca a raggiungere un numero minimo di componenti (7 senatori) applicando questo criterio spetta al presidente provvisorio delle assemblee estrarre a sorte i nomi di tanti parlamentari quanti sono quelli richiesti per raggiungere la composizione prescritta.
I parlamentari chiamati a far parte delle giunte non possono né rifiutare la nomina né dimettersi.

## Funzioni
Il funzionamento della giunta è regolato dai regolamenti parlamentari e dai regolamenti interni dell'organo. È l'articolo 19 del regolamento del Senato a regolare i procedimenti nella camera alta del parlamento italiano.
L'organo svolge una duplice funzione: da un lato svolge una funzione formale, nel momento in cui si deve procedere alla sostituzione di un parlamentare, in quanto si limita a prendere visione dei verbali, trasmessi dai competenti uffici elettorali, per accertare quale sia il candidato subentrante, dall'altro procede alla verifica dei poteri, nella fase successiva alla proclamazione del risultato dell'elezione. In questa ultima fase, infatti, alla giunta spetta il compito di verificare che il candidato potesse essere eletto, che l'elezione sia stata regolare e che non sono sopravvenute cause che impediscano al parlamentare di esercitare il suo mandato legittimamente. In questo secondo caso la giunta opera come organo giurisdizionale, grazie ad un'apposita riserva di giurisdizione, prevista dalla Costituzione che assegna alle due assemblee legislative il diritto esclusivo di giudicare su queste materie.
La giunta, nel caso dell'accertamento dei subentranti, si limita dare comunicazione al presidente dell'assemblea che provvede alla proclamazione. Nel caso invece della verifica dei poteri le giunte possono tenere udienze, controllare schede e verbali elettorali, ascoltare testimoni nell'ambito di un'attività istruttoria che si conclude con una relazione all'assemblea a cui spetta la decisione sulla convalida dell'elezione dei singoli parlamentari. La stessa procedura si osserva anche nel caso in cui dopo la convalida dovessero sorgere nuove cause di incompatibilità con il mandato parlamentare, come ad esempio successe a seguito della conferma definitiva della condanna all'interdizione perpetua dai pubblici uffici a Cesare Previti.

## Presidenti
| N°                                                  | Presidente     | Presidente     | Presidente                               | Gruppo parlamentare | Mandato          | Mandato           | Legislatura      |
| N°                                                  | Presidente     | Presidente     | Presidente                               | Gruppo parlamentare | Inizio           | Fine              | Legislatura      |
| --------------------------------------------------- | -------------- | -------------- | ---------------------------------------- | --- | ---------------- | ----------------- | ---------------- |
| Giunta delle elezioni                               |                |                |                                          | |                  |                   |                  |
| 1                                                   |                |                | Giovanni Bertini (1878-1949)             | Democratico Cristiano | 9 giugno 1948    | 29 dicembre 1949  | I (1948)         |
| 2                                                   |                |                | Antonio Azara (1883-1967)                | Democratico Cristiano | 9 febbraio 1950  | 24 giugno 1953    | I (1948)         |
| 2                                                   | 25 giugno 1953 | 17 agosto 1953 | Antonio Azara (1883-1967)                | Democratico Cristiano | II (1953)        |                   |                  |
| 3                                                   |                |                | Adone Zoli (1887-1960)                   | Democratico Cristiano | II (1953)        | 21 agosto 1953    | 18 febbraio 1956 |
| 4                                                   |                |                | Giuseppe Magliano (1883-1971)            | Democratico Cristiano | II (1953)        | 2 marzo 1956      | 11 giugno 1958   |
| 5                                                   |                |                | Umberto Tupini (1889-1973)               | Democratico Cristiano | 13 giugno 1958   | 14 febbraio 1959  | III (1958)       |
| -                                                   |                |                | Adone Zoli (1887-1960)                   | Democratico Cristiano | 5 marzo 1959     | 20 febbraio 1960  | III (1958)       |
| 6                                                   |                |                | Tiziano Tessitori (1895-1973)            | Democratico Cristiano | 12 maggio 1960   | 25 luglio 1960    | III (1958)       |
| -                                                   |                |                | Umberto Tupini (1889-1973)               | Democratico Cristiano | 23 novembre 1960 | 15 maggio 1963    | III (1958)       |
| -                                                   | 16 maggio 1963 | 4 giugno 1968  | Umberto Tupini (1889-1973)               | Democratico Cristiano | IV (1963)        |                   |                  |
| 7                                                   |                |                | Francescopaolo D'Angelosante (1922-1997) | Comunista | 6 giugno 1968    | 30 settembre 1971 | V (1968)         |
| 7                                                   |                |                | Tiziano Tessitori (1895-1973)            | Democratico Cristiano | 6 giugno 1968    | 23 giugno 1968    | V (1968)         |
| 7                                                   |                |                | Giuseppe Trabucchi (1904-1975)           | Democratico Cristiano | 16 luglio 1968   | 30 settembre 1971 | V (1968)         |
| Giunta delle elezioni e delle immunità parlamentari |                |                |                                          | |                  |                   |                  |
| 7                                                   |                |                | Francescopaolo D'Angelosante (1922-1997) | Comunista | 1º ottobre 1971  | 24 maggio 1972    | V (1968)         |
| 7                                                   |                |                | Giuseppe Trabucchi (1904-1975)           | Democratico Cristiano | 1º ottobre 1971  | 24 maggio 1972    | V (1968)         |
| 8                                                   |                |                | Giuseppe Bettiol (1907-1982)             | Democratico Cristiano | 11 luglio 1972   | 4 luglio 1976     | VI (1972)        |
| 9                                                   |                |                | Mario Venanzi (1913-1995)                | Comunista | 27 luglio 1976   | 19 giugno 1979    | VII (1976)       |
| 9                                                   | 6 luglio 1979  | 11 luglio 1983 | Mario Venanzi (1913-1995)                | Comunista | VIII (1979)      |                   |                  |
| 10                                                  |                |                | Gianfilippo Benedetti (1928-2008)        | Comunista | 11 agosto 1983   | 1º luglio 1987    | IX (1983)        |
| 11                                                  |                |                | Francesco Macis (1936)                   | Comunista-PDS | 9 luglio 1987    | 22 aprile 1992    | X (1987)         |
| 12                                                  |                |                | Giovanni Pellegrino (1939)               | Partito Democratico della Sinistra                                                                                              | 12 maggio 1992   | 14 aprile 1994    | XI (1992)        |
| 13                                                  |                |                | Marco Preioni (1950)                     | Lega Forza Nord Padania | 12 maggio 1994   | 8 maggio 1996     | XII (1994)       |
| 13                                                  | 26 giugno 1996 | 29 maggio 2001 | Marco Preioni (1950)                     | Lega Forza Nord Padania | XIII (1996)      |                   |                  |
| 14                                                  |                |                | Giovanni Crema (1947)                    | Misto-Rosa nel Pugno | 27 giugno 2001   | 27 aprile 2006    | XIV (2001)       |
| 15                                                  |                |                | Domenico Nania (1950)                    | Alleanza Nazionale | 6 giugno 2006    | 28 aprile 2008    | XV (2006)        |
| 16                                                  |                |                | Marco Follini (1954)                     | Partito Democratico | 22 maggio 2008   | 14 marzo 2013     | XVI (2008)       |
| 17                                                  |                |                | Dario Stefano (1963)                     | Misto-Sinistra Ecologia Libertà (2013-2015) Misto-La Puglia in Più-SEL (2015-2016) Misto-Movimento La Puglia in Più (2016-2018) | 6 giugno 2013    | 22 marzo 2018     | XVII (2013)      |
| 18                                                  |                |                | Maurizio Gasparri (1956)                 | Forza Italia Berlusconi Presidente-UDC                                                                                          | 18 luglio 2018   | 12 ottobre 2022   | XVIII (2018)     |
| 19                                                  |                |                | Dario Franceschini (1958)                | Partito Democratico - Italia Democratica e Progressista                                                                         | 15 novembre 2022 | in carica         | XIX (2022)       |

## Composizione nella XIX legislatura (2022 -in corso)
Elenco dei membri a aprile 2023:
| Gruppo parlamentare  | Gruppo parlamentare                                                                                 | Senatore                          |
| -------------------- | --------------------------------------------------------------------------------------------------- | --------------------------------- |
|                      | Partito Democratico - Italia Democratica e Progressista                                             | Dario Franceschini (presidente)   |
|                      | Lega Salvini Premier - Partito Sardo d'Azione                                                       | Manfredi Potenti (vicepresidente) |
|                      | Azione - Italia Viva - Renew Europe                                                                 | Ivan Scalfarotto (vicepresidente) |
|                      | Fratelli d'Italia                                                                                   | Paola Ambrogio (segretaria)       |
|                      | MoVimento 5 Stelle                                                                                  | Concetta Damante (segretaria)     |
|                      | Fratelli d'Italia                                                                                   | Andrea Augello                    |
| Alberto Balboni      | Fratelli d'Italia                                                                                   |                                   |
| Costanzo Della Porta | Fratelli d'Italia                                                                                   |                                   |
| Sergio Rastrelli     | Fratelli d'Italia                                                                                   |                                   |
| Salvatore Sallemi    | Fratelli d'Italia                                                                                   |                                   |
|                      | Partito Democratico - Italia Democratica e Progressista                                             | Alfredo Bazoli                    |
| Anna Rossomando      | Partito Democratico - Italia Democratica e Progressista                                             |                                   |
|                      | Lega Salvini Premier - Partito Sardo d'Azione                                                       | Nicoletta Spelgatti               |
| Erika Stefani        | Lega Salvini Premier - Partito Sardo d'Azione                                                       |                                   |
|                      | MoVimento 5 Stelle                                                                                  | Ada Lopreiato                     |
|                      | Forza Italia - Berlusconi Presidente - PPE                                                          | Adriano Paroli                    |
|                      | Per le Autonomie (SVP-Patt, Campobase, Sud chiama Nord)                                             | Meinhard Durnwalder               |
|                      | Civici d'Italia - Noi Moderati (UDC - Coraggio Italia - Noi con l'Italia - Italia al Centro) - MAIE | Giorgio Salvitti                  |
|                      | Misto-Alleanza Verdi e Sinistra                                                                     | Ilaria Cucchi                     |